# Фристайл Мьюзик Парк
Фристайл Мьюзик Парк (англ. Freestyle Music Park) - музыкально-тематический парк, расположенный в Миртл-Бич, Южная Каролина, США. Парк был открыт 15 апреля 2008 г., как тематический парк развлечений, посвящённый тяжёлому року, затем был временно закрыт 24 сентября 2008 г. по финансовым причинам, и был вновь открыт 23 мая 2009 г.

## Шоу
- Ледяная страна (англ. Ice Cold Country) - Шоу на льду, поставленное на кантри и рок музыку.
- Адреналиновая гонка (англ. Adrenaline Rush) - эффектное спортивное выступление спортсменов на скейтбордах, велосипедах и роликовых коньках.
- CSI: В прямом эфире (англ. CSI: Live) - шоу по мотивам телевизионных детективных сериалов о расследованием убийства на представлении фокусника.
- Поцеловать небо (англ. Kiss the Sky) - ночное шоу с фейерверками и лазерными эффектами в лагуне на территории парка.

## Состояние парка в настоящий момент
В последние годы[когда?] парк сменил владельца. Однако финансовое положение не улучшилось, и парк был закрыт. По сообщению представителя владельца парка, в ближайшее время парк не будет открыт, так как для этого требуются новые инвесторы